# Margaret Lane
Margaret Winifred Lane (23 juin 1907 - 14 février 1994) est une journaliste, biographe et romancière britannique, auteur de plus de deux douzaines de livres. Elle est la deuxième épouse de Francis Hastings, 16e comte de Huntingdon.

## Jeunesse
Margaret Lane est née le 23 juin 1907, enfant unique d'Edith (née Webb), fille d'un marchand de verre, et de Harry George Lane, rédacteur en chef d'un journal,. Elle fait ses études au St Stephen's College (sœurs de Saint Jean-Baptiste) et au St Hugh's College d'Oxford.

## Carrière
Après l'université, elle travaille comme reporter pour le Daily Express, de 1928 à 1931, puis comme correspondante spéciale pour l'International News Service de 1931 à 1932, où elle interviewe le gangster Al Capone. De 1932 à 1938, elle est journaliste au Daily Mail , où elle est la femme journaliste la mieux payée du Royaume-Uni,.
Lane écrit deux biographies de Beatrix Potter, The Tale of Beatrix Potter: a Biography en 1946 et The Magic Years of Beatrix Potter en 1978. En 1984, la BBC produit une adaptation télévisée en deux parties de la vie de Potter basée sur les livres de Lane, The Tale of Beatrix Potter avec Penelope Wilton dans le rôle principal, qui est « saluée comme une histoire simple mais intense avec juste ce qu'il faut de réserve sans faille ». Lane écrit également des livres sur les sœurs Brontë (1953) et Samuel Johnson (1975),. Lane écrit plus de deux douzaines de livres, dont des romans, des récits de voyage et des livres pour enfants.

## Vie personnelle
En 1934, elle épouse Bryan Wallace, scénariste de cinéma et fils de l'écrivain Edgar Wallace. Leur mariage est dissous en 1939. La biographie d'Edgar Wallace par Lane est publiée en 1938.
Le 1er février 1944, elle épouse Francis Hastings, 16e comte de Huntingdon (1901–1990), qui a divorcé de sa première femme Cristina (qui a ensuite épousé Wogan Philipps, 2e baron Milford) l'année précédente. Ils ont deux filles, l'écrivaine Selina Hastings (écrivaine) (née en 1945) et Caroline Harriet Hastings (née en 1946).
Elle est décédée à Southampton le 14 février 1994.

## Publications
- Faith, Hope, No Charity  (1935) [2]
- At Last, the Island (1937)
- Edgar Wallace, the Biography of a Phenomenon (1938)
- Walk Into My Parlour (1941)
- Where Helen Lies (1944)
- The Tale of Beatrix Potter: a Biography (1946)
- The Brontë Story (1953)
- A Crown of Convolvulus (1954)
- A Calabash of Diamonds (1961)
- Life With Ionides (1963)
- A Night at Sea (1965)
- A Smell of Burning (1966)
- Purely for Pleasure (1966)
- The Day of the Feast (1968)
- Samuel Johnson and His World (1975)
- The Magic Years of Beatrix Potter (1978)